# Redmi K30 Pro
Redmi K30 Pro é um smartphones baseados em Android e fabricado pela Xiaomi e comercializados sob sua submarca Redmi. Existem quatro modelos: K30 Pro, K30 Pro Zoom, K30 Ultra e o POCO F2 Pro, que é uma versão reformulada do K30 Pro.